# Journal of Pharmacy & Pharmaceutical Sciences
Das Journal of Pharmacy & Pharmaceutical Sciences, abgekürzt J. Pharm. Pharm. Sci., ist eine wissenschaftliche Fachzeitschrift, die von der Kanadischen Gesellschaft für Pharmazeutische Wissenschaften veröffentlicht wird. Die Zeitschrift erscheint derzeit mit vier Ausgaben im Jahr. Es werden Arbeiten aus allen Bereichen der Pharmazie veröffentlicht.
Der Impact Factor lag im Jahr 2014 bei 1,856. Nach der Statistik des ISI Web of Knowledge wird das Journal mit diesem Impact Factor in der Kategorie Pharmakologie und Pharmazie an 156. Stelle von 254 Zeitschriften geführt.